# Astros
Astros (griechisch Άστρος (n. sg.)) ist eine Kleinstadt in Arkadien auf dem Peloponnes in Griechenland. Zusammen mit fünf kleinen umliegenden Siedlungen bildet sie einen Stadtbezirk der Gemeinde Voria Kynouria, deren Sitz sie auch bildet. Astros liegt in der fruchtbaren Ebene des Tanos.
Etwa 5 km östlich am Meer liegt das ehemalige Fischerdorf Paralio Astros. Heute ist es ein beliebter Badeort.
In Astros tagte 1823 die Zweite griechische Nationalversammlung.
4 km von Astros, Richtung Tripoli befindet sich das im 12. Jh. erbaute Kloster Moni Loukous.